# Homalomena roezelii
Homalomena roezelii är en kallaväxtart som först beskrevs av Maxwell Tylden Masters, och fick sitt nu gällande namn av Eduard August von Regel. Homalomena roezelii ingår i släktet Homalomena och familjen kallaväxter.
Artens utbredningsområde är Colombia. Inga underarter finns listade.